# 西索瓦·莫尼勒
西索瓦·莫尼勒（1909年11月25日—1975年9月13日），柬埔寨政治人物。他是西索瓦王室的成员，也是诺罗敦·西哈努克的舅舅。
莫尼勒亲王是柬埔寨国王西索瓦·莫尼旺的儿子，也是西索瓦·哥沙曼的弟弟和西索瓦·莫尼庞的哥哥。1934年，他创立了柬埔寨第一个童军组织高棉童军总会（今柬埔寨国家童军总会的前身）。他是西索瓦王室的重要成员，但1941年莫尼旺国王去世后，法国殖民者很早就将他排除在王位继承者人选之外，而是选择更年轻、更容易被摆布的诺罗敦·西哈努克。但莫尼勒亲王仍拥有王位的继承权。
1945年10月17日至1946年12月15日，莫尼勒亲王担任柬埔寨首相。在任期间，他创建了柬埔寨第一支现代化陆军，并在法国二战后重返印度支那的时候将法国殖民者击败。此后又在1960年4月6日至6月13日期间担任临时国家元首。1963年升将军。1963年至1970年，任西哈努克亲王的军事顾问。1973年3月至5月，他被朗诺政权逮捕。
1975年4月，红色高棉占领金边。他前往法国大使馆寻求庇护，但遭到拒绝。1975年9月13日，他被红色高棉逮捕处决。
| 官衔          | 官衔                     | 官衔                 |
| ------------- | ------------------------ | -------------------- |
| 前任： 山玉成 | 柬埔寨首相 1945年–1946年 | 繼任： 西索瓦·尤德冯 |